# Чернишевський район
Чернише́вський район (рос. Чернышевский район) — район у складі Забайкальського краю Російської Федерації.
Адміністративний центр — селище міського типу Чернишевськ.

## Населення
Населення — 32184 особи (2019; 35019 в 2010, 38146 у 2002).

## Адміністративний поділ
Район адміністративно поділяється на 4 міських та 14 сільських поселень:
| Поселення                            | Площа, км² | Населення, осіб (2002) | Населення, осіб (2010) | Населення, осіб (2019) | Центр               | Населені пункти |
| ------------------------------------ | ---------- | ---------------------- | ---------------------- | ---------------------- | ------------------- | --------------- |
| Аксьоново-Зіловське міське поселення | 59,56      | 4357                   | 3517                   | 3038                   | Аксьоново-Зіловське | 3               |
| Букачачинське міське поселення       | 60,02      | 3692                   | 2475                   | 1868                   | Букачача            | 4               |
| Жирекенське міське поселення         | 64,77      | 4001                   | 4615                   | 4399                   | Жирекен             | 3               |
| Чернишевське міське поселення        | 68,55      | 13031                  | 13359                  | 12654                  | Чернишевськ         | 1               |
| Алеурське сільське поселення         | 19,97      | 1090                   | 1082                   | 1024                   | Алеур               | 5               |
| Байгульське сільське поселення       | 241,41     | 1198                   | 993                    | 882                    | Байгул              | 2               |
| Бушулейське сільське поселення       | 10,73      | 449                    | 395                    | 345                    | Бушулей             | 1               |
| Гаурське сільське поселення          | 8,12       | 481                    | 466                    | 476                    | Гаур                | 1               |
| Ікшицьке сільське поселення          | 13,02      | 346                    | 260                    | 246                    | Ікшиця              | 2               |
| Комсомольське сільське поселення     | 47,46      | 2403                   | 1835                   | 1645                   | Комсомольське       | 3               |
| Курличенське сільське поселення      | 16,42      | 309                    | 203                    | 181                    | Курлич              | 1               |
| Мільгідунське сільське поселення     | 12,86      | 924                    | 826                    | 816                    | Мільгідун           | 4               |
| Новоільїнське сільське поселення     | 12,49      | 504                    | 330                    | 298                    | Новоільїнськ        | 1               |
| Новооловське сільське поселення      | 14,85      | 688                    | 547                    | 486                    | Новий Олов          | 2               |
| Старооловське сільське поселення     | 23,10      | 1030                   | 853                    | 759                    | Старий Олов         | 1               |
| Укурейське сільське поселення        | 30,39      | 1051                   | 772                    | 688                    | Укурей              | 4               |
| Урюмське сільське поселення          | 25,86      | 889                    | 850                    | 790                    | Урюм                | 2               |
| Утанське сільське поселення          | 12,49      | 1703                   | 1641                   | 1589                   | Утан                | 1               |

## Найбільші населені пункти
| №  | Населений пункт     | Населення, осіб (2002) | Населення, осіб (2010) |
| -- | ------------------- | ---------------------- | ---------------------- |
| 1  | Чернишевськ         | 13031                  | 13359                  |
| 2  | Жирекен             | 3937                   | 4565                   |
| 3  | Аксьоново-Зіловське | 4283                   | 3443                   |
| 4  | Букачача            | 3525                   | 2359                   |
| 5  | Утан                | 1703                   | 1641                   |
| 6  | Алеур               | 1008                   | 1005                   |
| 7  | Байгул              | 1198                   | 993                    |
| 8  | Комсомольське       | 1259                   | 991                    |
| 9  | Старий Олов         | 1030                   | 853                    |
| 10 | Мільгідун           | 771                    | 717                    |